# Liste der Generalsuperintendenten im Russischen Kaiserreich
Nachdem in Livland schon in der Zeit vor der Zugehörigkeit zum Russischen Kaiserreich Generalsuperintendenten die geistliche Aufsicht gehabt hatten, wurde seit Beginn des 19. Jahrhunderts in allen Teilen der Evangelisch-Lutherischen Kirche in Russland dieses Amt eingerichtet. Seit dem Statut von 1832 gab es sechs Konsistorialbezirke mit jeweils einem Provinzialkonsistorium, das von einem Präsidenten zusammen mit einem geistlichen Vizepräsidenten geleitet wurde. Der Vizepräsident war zugleich als Generalsuperintendent geistlicher Vorgesetzter der Pröpste bzw. Superintendenten und sonstigen Geistlichen. Alle Provinzialkonsistorien unterstanden dem Evangelisch-Lutherischen General-Konsistorium.

## Konsistorialbezirk St. Petersburg
Schon 1803 wurde eine Generalsuperintendentur für das Gouvernement Sankt Petersburg eingerichtet und 1804 erstmals besetzt, nach dem Tod des ersten Generalsuperintendenten aber zunächst nicht wieder besetzt. Ab 1832 umfasste der Konsistorialbezirk 20 Gouvernements von der Ostsee bis zum Schwarzen Meer.
- 1804–1813: Thomas Friedrich Reinbott (1750–1813)[2]
- 1832–1837: Friedrich Timotheus von Rheinbott (1781–1837)[3]
- 1838–1840: Friedrich Nikolaus von Pauffler
- 1841–1861: David von Flittner (1796–1869)[4]
- 1861–1868: Julius Wilhelm Theophil von Richter
- 1868–1876: Carl Frommann (1809–1879)
- 1877–1891: Cornelius Laaland (1824–1891)
- 1892–1914: Guido Pingoud
- 1914–1929: Arthur Malmgren

## Konsistorialbezirk Moskau
Der Konsistorialbezirk Moskau wurde erst 1834 errichtet, durch Umwandlung des Konsistorialbezirks Saratow, in dem bis dahin Ignaz Aurelius Feßler als Generalsuperintendent gewirkt hatte. Zu ihm gehörten 18 Gouvernements im östlichen Teil Russlands, darunter die Gebiete an der Wolga, der Kaukasus und Sibirien.
- 1834–1858: Johann Samuel Huber
- 1858–1862: Karl Heinrich Wilhelm Dieckhoff (1803–1862)[5]
- 1864–1875: Wilhelm Carlblom (1820–1875)[6]
- 1875–1887: August Johann Jürgenssen (1830–1887)[7]
- 1888–1892: Karl Friedrich Wilhelm Coßmann (1826–1892)[8]
- 1894–1901: Paul Viktor Hugo von Everth (1839–1901), schon ab 1892 kommissarisch[9]
- 1902–1913: Alexander Wilhelm Fehrmann (1835–1916)[10]
- 1914–1919: Paul von Willigerode (1859–1919)[11]

## Konsistorialbezirk Estland
Bis 1832 übten Superintendenten (zwischen 1638 und 1710 auch Bischöfe) die geistliche Leitung der lutherischen Kirche in Estland aus. Das Amt eines Generalsuperintendenten für das gesamte Gouvernement Estland wurde erst mit der neuen Kirchenordnung 1832 geschaffen. Der Generalsuperintendent war zugleich Oberpastor am Dom zu Reval.
- 1833–1834: Arnold Friedrich Johann Knüpffer
- 1834–1862: Carl Christian Friedrich Rein
- 1863–1887: Ernst Wilhelm Woldemar Schultz
- 1888–1904: Leopold Hörschelmann
- 1904–1918: Daniel von Lemm

## Konsistorialbezirk Livland
In Livland gab es schon seit 1675, also der schwedischen Zeit, das Amt eines Generalsuperintendenten, der immer in Riga residierte. Es wurde nach der Eroberung Rigas und nach der Vereinigung mit dem Russischen Kaiserreich beibehalten.
Im Gouvernement Livland amtierten:
- 1711–1736: Heinrich Brüningk
- 1736–1744: Jakob Benjamin Fischer (1684–1744)[12]
- 1745–1770: Jakob Andreas Zimmermann (1706–1770)[13]
- 1771–1777: Jacob Lange (1711–1777)[14]
- 1777–1779: Christian Adolf Ludwig Dingelstädt (kommissarisch)[15]
- 1779–1798: Christian David Lenz
- 1799–1803: Johann Danckwart (1747–1803)[16]
- 1803–1827: Karl Gottlob Sonntag
- 1828–1833: Karl Ernst von Berg (1773–1833)[17]
- 1834–1855: Gustav Reinhold von Klot
- 1855–1864: Ferdinand Walter
- 1864–1865: Paul Carlblom (1803–1872)[18]
- 1865–1881: Arnold Friedrich Christiani (1807–1886)[19]
- 1881–1888: Heinrich Otto Reinhold Girgensohn (1825–1888)[20]
- 1889–1900: Friedrich Hollmann
- 1901–1906: Gustav Axel Conrad Oehrn (1855–1922)[21]
- 1906–1919: Theophil Gaehtgens

## Konsistorialbezirk Kurland
In dem seit 1566 lutherischen Herzogtum Kurland und Semgallen übten Superintendenten zusammen mit dem Konsistorium die oberste Aufsicht über die Pröpste und Pfarrer aus. Sie hatten ihren Sitz in Mitau. Der Superintendent blieb 1795 nach dem Übergang an das Russische Kaiserreich im Amt.
1833 wurde das Amt eines Generalsuperintendenten für das Gouvernement Kurland geschaffen.
- 1833–1840: Johann Georg Leberecht Richter
- 1841–1861: Carl Ludwig Wilpert[22]
- 1862–1887: Theodor Emil Lamberg[23]
- 1887–1897: Robert Julius Boettcher[24]
- 1898–1907: Otto Panck
- 1908–1919: Alexander Hans Bernewitz

## Konsistorialbezirk Warschau
Das Amt eines Generalsuperintendenten für das Königreich Polen bzw. das Weichselland wurde erst 1849 geschaffen.
- 1849–1874: Adolf Theodor Julius Ludwig
- 1875–1895: Paul Woldemar von Everth (m.d. Ehrentitel „Bischof“)
- 1895–1904: Karl Gustav Manitius
- 1904–1942: Juliusz Bursche